# Msambweni
Msambweni ist ein Wahlkreis im Kwale County im Süden Kenias. Bis 2010 war Msambweni ein eigener Distrikt, wurde jedoch im Rahmen der Verfassungsreform in den Kwale County eingegliedert. Laut Volkszählung von 2009 hat der Wahlkreis 288.393 Einwohner.
Der Wahlkreis liegt am Indischen Ozean zwischen der Stadt Ukunda und der Grenze zu Tansania. Im Gegensatz zu benachbarten Gegenden wie Diani Beach gibt es wenige Hotels, dafür große Ferienhausanlagen. Weiterhin gibt es Fischfang und Landwirtschaft.
Zur Versorgung der Bevölkerung der weiteren Umgebung gibt es ein Distriktkrankenhaus, außerdem eine Ausbildungseinrichtung (College) für Pflegepersonal.
Das Klima im Küstenort ist tropisch, feuchtheiß bis 40 Grad Celsius. Überflutungen durch starke Regenfälle gibt es regelmäßig.